# Tropicalizzazione del mar Mediterraneo
La tropicalizzazione del mar Mediterraneo è il processo di insediamento in Mediterraneo di specie provenienti da aree tropicali o sub-tropicali in precedenza estranee a questo mare.

## Cause

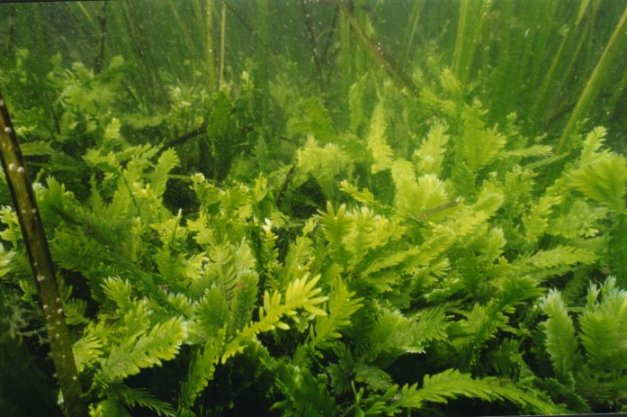
Fronde di Caulerpa taxifolia

In modo simile al fenomeno della meridionalizzazione del mar Mediterraneo, la causa di questo spostamento/ampliamento di areale è stata attribuita al riscaldamento globale.
In effetti, si è assistito ad un aumento degli ingressi delle specie tropicali in Mediterraneo sin dalla fine degli anni settanta, in parallelo al progressivo aumento della temperatura globale.

## Biogeografia

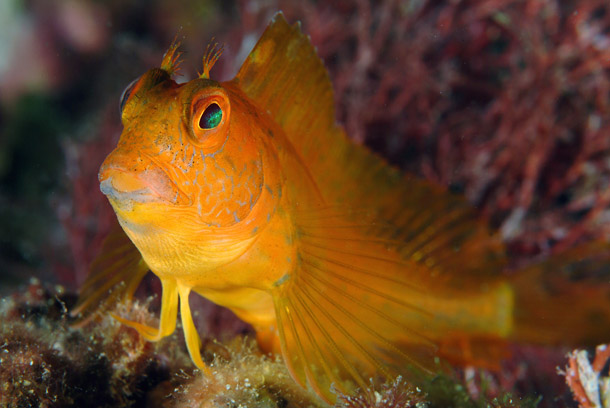
Parablennius pilicornis o bavosa africana

Le specie tropicali penetrate in Mediterraneo appartengono a due classi principali in base alla provenienza: in alcuni casi si tratta di organismi passati attraverso il Canale di Suez, provenienti dal Mar Rosso (in questo caso si parla di migrazione lessepsiana dal nome di 
Ferdinand de Lesseps, promotore ed esecutore del progetto del Canale di Suez) in altre di specie provenienti dalle coste africane dell'Oceano Atlantico, giunte attraverso lo Stretto di Gibilterra. Esiste anche un forte contingente di specie introdotte nel Mediterraneo, sia in modo volontario (ad esempio, con la vongola Tapes philippinarum), sia per caso, soprattutto attraverso le acque di sentina delle navi, che spesso vengono scaricate in mare senza nessuna precauzione.
Le specie aliene recensite sono 955 (di cui 134 reputate invasive) e rappresentano il 5,9% della biodiversità del Mediterraneo (facendo esclusione di fitoplancton e microzooplancton); nel caso dei pesci, questa proporzione aumenta fino a considerare il 27,9% delle specie come originariamente estranee al Mediterraneo. Non tutte le specie nuovamente introdotte sono dovute alla tropicalizzazione però. Oltre alle specie provenienti dalle acque di sentina, un certo numero proviene dalle acque fredde del nord Atlantico; questa migrazione da settentrione è però molto minore rispetto a quella da acque tropicali o sub-tropicali (fra il 4% ed il 21%).

## Esempi
Per quanto riguarda la fauna, molte specie tropicali di nuovo ingresso si sono perfettamente ambientate al punto da arrivare a soppiantare le specie autoctone e da essere comunemente pescate e commercializzate. 
Fra le specie di origine atlantica, vi sono: la ricciola fasciata (Seriola fasciata) e altre ricciole di origine africana (Seriola rivoliana e Seriola carpenteri), la bavosa africana ed il pesce palla (Sphoeroides pachygaster). Tra i lessepsiani si è assistito, ad esempio, ad una rapidissima colonizzazione del bacino orientale da parte della triglia (Upeneus moluccensis), del pesce scoiattolo (Sargocentron rubrum) e a varie specie del genere Siganus. La rapida diffusione dei migranti lessepsiani nell'est Mediterraneo è da attribuirsi alla povertà faunistica dei bacini orientali di questo mare, dovuta a vicissitudini biogeografiche, che ha lasciato numerosissime nicchie ecologiche libere. In effetti solo una minoranza di queste specie si è stabilita anche nel bacino occidentale, popolato da molte più specie di origine atlanto-mediterranea. 
Tra le specie di cui è incerta la modalità di arrivo nel Mediterraneo merita una citazione il granchio Percnon gibbesi originario delle acque tropicali americane sia dell'Atlantico che del Pacifico. Da una prima segnalazione nel 1999 nell'isola di Linosa è giunto a colonizzare nel 2016 tutte le coste mediterranee con notevoli abbondanze.
Per quanto riguarda la flora, anche i vegetali sono soggetti a questo tipo di espansione di areale, ben due alghe del genere Caulerpa (C. taxifolia e C. racemosa) entrambe di origine tropicale sono state accidentalmente introdotte e si sono diffuse nel Mediterraneo, mettendo a rischio habitat importanti come le praterie di Posidonia oceanica. Perfino un'angiosperma marina (Halophila stipulacea) è da annoverarsi tra i migranti lessepsiani.
Merita infine di essere menzionata la presenza del nudibranco Melibe fimbriata, specie originaria dell'oceano Indiano, segnalata per la prima volta nel Mediterraneo nel 1984.

### Biocostruzioni
Nel Mediterraneo sono note almeno tre specie di madrepore dotate di zooxanthelle e capaci di biocostruzioni: Cladocora caespitosa, Madracis pharensis, autoctone, e Oculina patagonica introdotta dal traffico navale probabilmente dall'oceano Atlantico sudoccidentale. Tutte e tre le specie sono presenti in tutto il Mediterraneo e non hanno mostrato tendenza a formare biocostruzioni simili a quelle presenti nei mari tropicali. Con l'aumento delle temperature queste specie mostrano la tendenza ad aumentare la crescita e la fissazione di carbonato di calcio. Per quanto riguarda C. caespitosa esiste un record fossile che mostra come nel passato geologico durante le fasi "calde" del Mediterraneo la specie tendesse a formare biocostruzioni di maggiori dimensioni.